# سوجورنر (مریخ‌نورد)
سوجورنر (به انگلیسی: Sojourner) یک مریخ نورد رباتیک است که در ۴ ژوئیه ۱۹۹۷ در منطقه Ares Vallis مریخ فرود آمد. این مریخ نورد اولین وسیله نقلیه چرخدار بود که سیاره دیگری را پیمود و بخشی از مأموریت رهیاب مریخ بود. این مریخ نورد مجهز به دوربین عقب و جلو و سخت‌افزار ویژه برای انجام چندین آزمایش علمی بود. برای مأموریتی به مدت ۷ روز مریخی طراحی شده بود، با احتمال گسترش تا ۳۰ روز مریخی، که در نهایت برای ۸۳ روز مریخی فعال بود. سوجورنر مسافت کمی بیش از ۱۰۰ متر (۳۳۰ فوت) طی کرد.